# Pellingen
Pellingen település Németországban, Rajna-vidék-Pfalz tartományban. Lakosainak száma 1255 fő (2023. december 31.).

## Népesség
A település népességének változása:
| Lakosok száma | 749  | 1126 | 1151 | 1222 | 1253 | 1255 |
|               | 1975 | 2017 | 2019 | 2021 | 2022 | 2023 |